# Patrick Schnetzer
Patrick Schnetzer (* 15. listopadu 1999 Hohenems) je rakouský hráč kolové. Hraje na pozici brankáře. Začínal jako sedmiletý v týmu RV Enzian Sulz, odkud přestoupil v roce 2006 do RC Höchst. Od roku 2020 je členem klubu RV Dornbirn.
V letech 2009 až 2011 se stal třikrát za sebou juniorským mistrem Evropy. Na mistrovství světa v sálové cyklistice se stal v sedmnácti letech nejmladším vítězem a získal pro Rakousko historicky první titul v tomto sportu. Mistrem světa v kolové se stal osmkrát: v roce 2011 s Dietmarem Schneiderem, v letech 2013–2016 a 2018–2019 s Markusem Bröllem a v roce 2022 se Stefanem Feursteinem. Osmkrát vyhrál Světový pohár v kolové (2012, 2014, 2016, 2017, 2018, 2019, 2021 a 2022). Evropský titul získal sedmkrát (2014, 2015, 2016, 2017, 2018, 2019 a 2022).
Byl mu udělen Čestný odznak Za zásluhy o Rakouskou republiku.
Jeho manželka Nadja Schnetzerová je reprezentantkou Německa v cyklistické krasojízdě.